# Isn't She Lovely?
Isn't She Lovely? est une chanson écrite par Stevie Wonder et sortie en 1976 dans son album Songs in the Key of Life.

## Analyse
Cette chanson célèbre la naissance de sa fille, Aisha,. Il y a trois couplets qui se terminent tous par la phrase « isn't she lovely, made from love » (ou « so very lovely »). Lors du solo d'harmonica, on peut entendre l'enregistrement des pleurs d'un bébé, mais il indique dans une interview que ce n'était pas ceux de sa fille mais d'un autre bébé.

## Musiciens
- Stevie Wonder – chant, harmonica, percussion, RMI Electra Piano, Fender Rhodes, basse synthétiseur, drums
- Greg Phillinganes – claviers

## Reprises
De nombreux artistes ont repris Isn't She Lovely?. La reprise du chanteur David Parton a été dans le top dix au Royaume-Uni en 1977.  La chanson a aussi été reprise par le groupe de punk-rock Me First and the Gimme Gimmes dans son album Take a break. Le groupe The Idea of North, qui chante a cappella, en l'a également interprétée sur son album Evidence.
En 1978, cette chanson figure sur l'album Frontiers de Jermaine Jackson. Version instrumentale de Didier Lockwood dans l'album "Fasten seat belts" en 1982
Le saxophoniste Sonny Rollins a inclus sa propre version de la chanson sur son album de 1997 Easy Linving. Frank Sinatra a enregistré la chanson en 1979. 
Clay Aiken a chanté Isn't She Lovely? dans l'épisode 17 de la quatrième saison de la série télévisée Scrubs : My life in four cameras.
 
En 1999 une reprise sur l'album DUET par Bireli Lagrène et Sylvain Luc a rencontré un fort succès tant dans le milieu jazz que manouche. Le célèbre guitariste manouche reprend ce morceau depuis tant électriquement qu' acoustiquement. 
Une version instrumentale de la chanson a été diffusée après le discours de Michelle Obama à la convention nationale de la démocratie de 2008.
En 2010, cette chanson a été reprise par Harry Styles (du groupe des One Direction) dans l'émission télévisée anglaise X Factor pour la catégorie « choix libre ». Grâce à celle-ci, il se qualifie pour le tour suivant.  
En 2011, le titre a été interprété par Artie accompagné de Sam, Finn, Puck et Mike dans la série télévisée Glee, dans l'épisode Prom Queen.
Elle a également été reprise en 2013 par Manu Dibango sur son album Balade en saxo et par Pat Bianchi (en) en 2021 sur son album Something to Say - The Music of Stevie Wonder.

## Dans la culture
Sauf indication contraire ou complémentaire, les informations mentionnées dans cette section proviennent du générique de fin de l'œuvre audiovisuelle présentée ici.
- 2011 : Une folle envie de Bernard Jeanjean - bande originale

## Classements
| Classement (1976) | Meilleure place |
| ----------------- | --------------- |
| France (IFOP)     | 26              |